# 소진화
소진화(microevolution, 小進化)란 상대적으로 단기간에 나타나는 진화이다. 반댓말은 대진화(大進化)이다.

## 대진화와의 비교
동물이 분화를 거듭하면서 다수의 특수한 종으로 갈라져 나가는 것, 즉 종분화의 과정에서 신종이 형성되는 것을 소진화라고 하고, 속 이상의 단계에서 일어나는 진화를 대진화라고 한다. 대진화는 소진화가 반복되는 가운데 일어나는 것으로, 풍부한 조건이 광범위하게 편재해 있을 때 생긴다고 한다. 지리적 분포는 대진화에 의해 시작된다.
소진화는 대진화를 설명할 때에도 영향을 준다. 예시로 말류의 진화와 초파리의 진화 등과 같은 대진화는 실험실 내에서 실시된 소진화에 대한 연구를 집적하여 이것이 대진화와 일치하는지의 여부를 확인함으로써 대진화를 이해할 수가 있다.

## 역사
1937년에 테오도시우스 도브잔스키가 처음으로 이 용어를 사용하였다.

## 예시
소진화는 이미 알려져 있는 유전자의 돌연변이나 재조합에 기인하는 진화이다. 소진화에서 주로 사용되는 유전적 변화는 돌연변이, 자연선택, 유전자 부동, 유전자 확산이 대표적이다. 사람의 일생에서 관찰되는 변화나, 실험실 내에서 재현시킬 수 있는 것과 같은 소규모의 진화도 소진화이다.

## 같이 보기
- 진화
- 대진화
- 돌연변이
- 자연선택
- 유전자 부동
- 유전자 확산

## 참고 문헌
1. ↑  글로벌 세계대백과사전
2. 1 2 3  “[네이버 지식백과] 소진화 [microevolution, 小進化] (두산백과 두피디아, 두산백과)”. 2022년 4월 23일에 확인함.
3. ↑  “소진화”. 2022년 4월 23일에 확인함.
4. ↑  “소진화”. 2022년 4월 23일에 확인함.